# أستريد فوجيلي
أستريد فوجيلي (Astrid Fugellie)  هي شاعرة وكاتبة تشيلية ؛ولدت في 1949 في بونتا أريناس .
درست لتكون معلمة مدرسة في جامعة تشيلي، وعملت كمعلمة مدرسة في سانتياغو.
وهي مؤسسة دار الثقافة في بونتا أريناس ومجلة إل كورشيت، وتقدم العديد من البرامج الإذاعية.
وقد نشرت حوالي خمسة عشر كتابا، كما ترجمت إلى عدة لغات، منها الإنجليزية والفرنسية والألمانية والبلغارية والكرواتية والماندرين؛وهي تعتبر من أهم الشاعرات في تشيلي .

## السيرة الذاتية
أسست بيت الثقافة في بونتا أريناس. وهي مدرسة دراسات عليا في جامعة تشيلي، وعملت في سانتياغو تشيلي.
وهي مؤسس مجلة إل كورشيتEl Corchete، وتقوم أيضا ببرامج إذاعية. وقد نشرت حوالي خمسة عشر كتابا وجزء من عملها كان حاضرا في كل من المختارات التشيلية والأجنبية، وقد ترجم عملها أيضا إلى عدة لغات، من بينها الإنجليزية والفرنسية والألمانية والبلغارية والكرواتية والماندرين ومابودونغونmapudungun.
ويغطي عملها الواسع النطاق (Los Círculos)، والأنثروبولوجية التاريخية (La Generación de las Palomas)، ولعب (Llaves para una Maga) و ترانسستوريكال (Dioses del Sueño).
يحتوي شعرها بعدد لا يحصى من الموضوعات، من إبادة السكان الأصليين إلى المفهوم الفلسفي لما تمثله الإنسانية اليوم.
"أستريد فوجيلي جيزانAstrid Fugellie Gezan، واحدة من أكثر الأصوات المهمة من الشعر التشيلي التي كتبها النساء وتنتمي إلى جيل 1972. كتبها Los círculos؛ (1988) ، من بين العديد من الآخرين، جعلها أكثر الأسس صلة بالشاعر التشيلي المنحدر من أصل كرواتي، مع الاهتمام الشديد بالانتماء العرقي،
بسبب مأساة الشعوب الأصلية في ماغالانيس Magallanes وتشيلي ككل، يرتفع عملها مثل صراخ ممزق يجسد فيه الشاعر الألم الجماعي الذي تعاني بشدة أرضها الجريحة اندرس مورالس. (Andrés Morales)
نشرت ثمانية كتب منشورة حتى الآن أستريد فوجيليي من قصائد ظهرت في بونتا اريناس في عام 1966 عندما كان عمرها 17، حتى generación de las palomas ؛عام 2005، شعرها هو الأكثر شمولا وأصلي من الشعر التشيلي اليوم.
انها تدريجيا تكشف عن وجه العالم الذي تدمج فيه الخبرة الشخصية في كثير من الأحيان مع التاريخ والجماعية، في نوع من المواجهة الدائمة بدءا من cotidiano a lo religioso؛ del susurro a la profecía؛ de lo ancestral a lo presente؛وتبين لنا أن ما نفهمه على أنه خاص هو أيضا بعد جماعي وأن الجماعة بدورها هي حقيقة شخصية حميمة تحدث في عزلة تجربتنا. (راؤول زوريتاRaúl Zurita، prólogo de Antología 40 años).
دوائر أستريد فوجيليLos Círculos de Astrid Fugellie هي واحدة من الكتب العظيمة من الشعر التشيلي في العقود الأخيرة. نشرت في تشيلي خلال الديكتاتورية العسكرية، وتذكرنا الأصوات هنا بالأصل الشفهي لكل الشعر في نفس الوقت Raúl Zurita.

## أعمالها
- 1966 Poemas
- 1969 Siete poemas
- 1975 Una casa en la lluvia
- 1983 ¿Quién soy?
- 1984 Las jornadas del silencio
- 1986 Travesías
- 1987 Chile enlutado
- 1987 A manos del año
- 1988 Los círculos
- 1991 Dioses del sueño
- 1999 Llaves para una maga
- 2003 De ánimas y mandas, animitas chilenas desde el subsuelo
- 2005 La tierra de los arlequines, ese arco que se forma después de la lluvia
- 2005 La generación de las palomas
- 2008 Antología 40 años
- 2010 En Off 2
- 2015 Existe una mala muerte

## الجوائز
- 1988 Premio de la Academia Chilena de la Lengua, por Los círculos.1]
- Concurso literario Rostro de Chile.
- Diploma de honor en el concurso literario La Prensa Austral.